# Cryptospiza jacksoni
Cryptospiza jacksoni е вид птица от семейство Estrildidae.

## Разпространение
Видът е разпространен в Бурунди, Демократична република Конго, Руанда и Уганда.